# فرودگاه کدوت
فرودگاه کدوت (به انگلیسی: Cadotte Airport) یک فرودگاه همگانی است . این فرودگاه در کشور کانادا قرار دارد و در ارتفاع ۵۷۹ متری از سطح دریا واقع شده‌است.